# 味見
| ウィキペディアには「味見」という見出しの百科事典記事はありません（タイトルに「味見」を含むページの一覧/「味見」で始まるページの一覧）。 代わりにウィクショナリーのページ「味見」が役に立つかもしれません。 |